# المذاب (بني سعد)

تعديل مصدري - تعديل

المذاب هي إحدى قرى عزلة قيهمة بمديرية بني سعد التابعة لمحافظة المحويت، بلغ تعداد سكانها 988 نسمة حسب تعداد اليمن لعام 2004.